# برنارد ماير
برنارد ماير (الألمانية السويسرية الموحدة: Bernhard Meyer، و. 1810 – 1874 م) هو سياسي، من سويسرا، توفي عن عمر يناهز 64 عاماً.

## مناصب
تولى منصب عضو المجلس الوطني السويسري.